# جيمس فينش
جيمس فينش (بالإنجليزية: James Finch)‏ هو شخصية أعمال ومهندس أمريكي، ولد في 1950 في لاين هافن في الولايات المتحدة.